# 法蘭肯拉斯特鎮區 (密歇根州)
法蘭肯拉斯特鎮區（英語：Frankenlust Township）是位於美國密歇根州貝縣的一個行政鎮區。

## 地方資料
法蘭肯拉斯特鎮區的面積為59.70平方千米，當中陸地面積為54.50平方千米，而水域面積為5.20平方千米。根據2020年美國人口普查的數據，當地共有人口3672人，而人口密度為每平方千米61.51人。